# Sprund

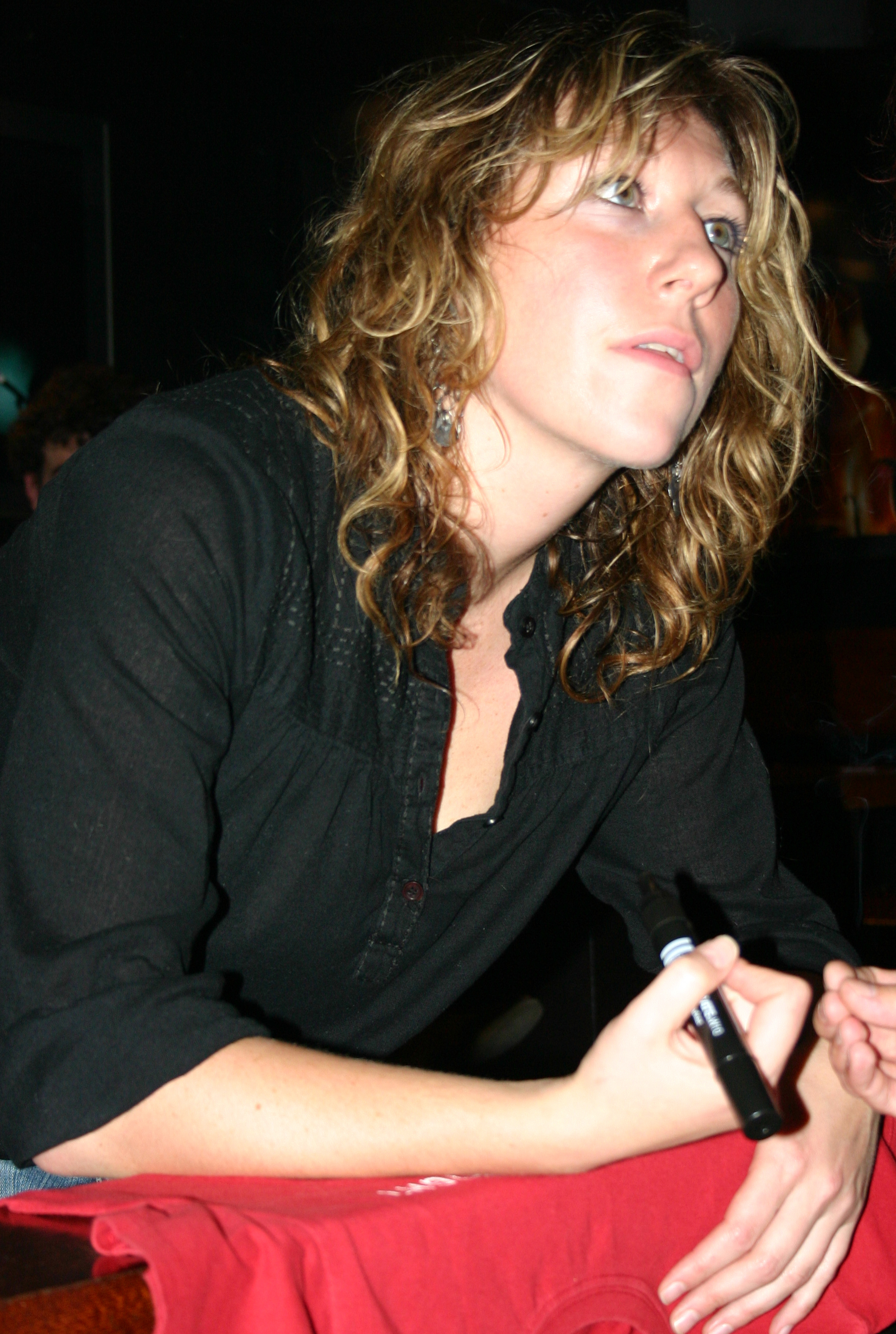
Delvis uppknäppt halssprund.

Sprund, ibland stavat sprung, är en typ av slits i ett klädesplagg.
På en kavaj är ett sprund en slits mitt baktill, ungefär från midjan och nedåt. Från början, på långa kavajer, var det för att öka rörelsefriheten, senare mest en modedetalj. Dubbelt sprund innebär att kavajen har två slitsar baktill. Avståndet mellan dem varierar från ett par decimeter ända ut till sidorna.
På en skjorta som inte är helt öppen framtill är sprundet den öppna delen (nedanför och framför kragen). Skjortor med sprund förekommer särskilt i folkdräkter och andra traditionella dräkter. Ett sådant sprund kan också kallas för halssprund.
Sprund på kjolar sitter vanligtvis i sid- eller baksömmen.